# Neuratelia colombiana
Neuratelia colombiana is een muggensoort uit de familie van de paddenstoelmuggen (Mycetophilidae). De wetenschappelijke naam van de soort wewrd voor het eerst geldig gepubliceerd in 2019 door Henao-Sepúlveda en Amorim.